# Đại thảm họa động đất Kantō 1923
Đại thảm họa động đất Kantō 1923 (関東大震災 (Quan Đông đại chấn tai) Kantō daishinsai) là trận siêu động đất xảy ra tại vùng Kantō của Nhật Bản. Trận động đất có cường độ 7.9 richter, tâm chấn độ sâu khoảng 23 km. Động đất mạnh dẫn tới hàng loạt nhà cửa, tòa nhà sập đổ và hỏa hoạn xảy ra quy mô rất lớn. Hậu quả trận động đất đã làm hàng trăm ngàn người chết chủ yếu là do hỏa hoạn.
Nguyên nhân xảy ra động đất lớn là do sự đứt gãy của một phần ranh giới mảng Philippines đang chìm xuống bên dưới mảng Okhotsk dọc theo khe đứt gãy Sagami.

## Nguyên nhân
Vào lúc 11 giờ 58 phút 32 giây giờ địa phương ngày 1 tháng 9 năm 1923, một trận động đất mạnh 7,9 độ Richter đã xảy ra ở vị trí 35,1 vĩ độ Bắc - 139,5 kinh độ Đông, dưới đáy biển, cách bờ vịnh Sagami (tỉnh Kanagawa) khoảng 80 km về phía Tây Bắc.
Đặc điểm của trận động đất này là nạn nhân chết vì nhà sập mái đè ít mà vì hỏa hoạn là chủ yếu. Thời điểm xảy ra động đất đúng vào lúc người Nhật nấu cơm trưa. Vào giai đoạn đó, phần lớn nhà cửa của người Nhật còn làm bằng gỗ. Nhà cửa sập đổ và vật dụng trong nhà rơi rớt vào lúc này khiến cho hỏa hoạn xảy ra ở nhiều nơi. Chính quyền đã ghi nhận lại là có 136 điểm hỏa hoạn. Cũng thời điểm đó, một trận bão đang tiến gần tới bán đảo Noto, gây ra gió mạnh khắp vùng Kantō, làm cho hỏa hoạn lan nhanh và kéo dài suốt 2 ngày sau. Những xóm làng sinh sống đông đảo và tụ họp san sát bên nhau trong thành phố Tokyo (gọi là shitamachi) bị thiệt hại về sinh mạng rất lớn. Đặc biệt là những người chạy đến tỵ nạn trong khu đất trống ở Ryogoku (trên đường Tokyo-Chiba), đã bị lửa bao vây và chết cháy. Con số nạn nhân riêng ở đây đã là khoảng 40.000 người.

## Thiệt hại

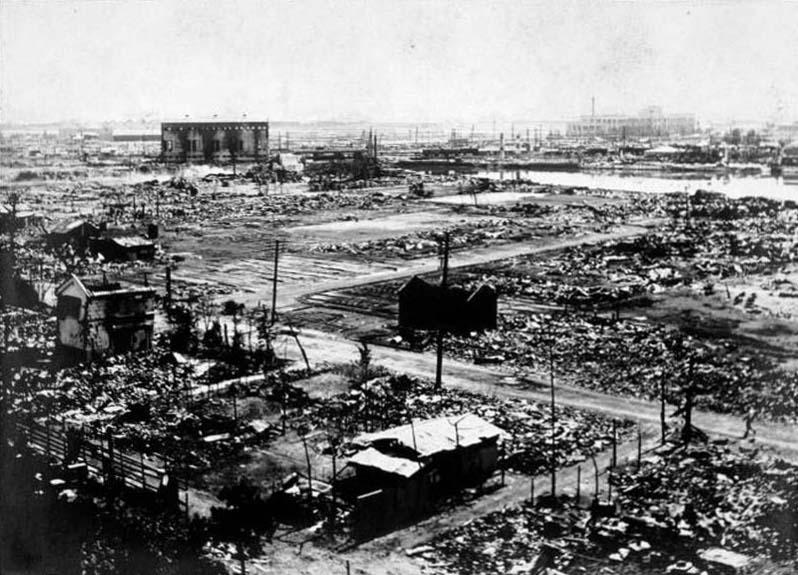
Thành phố Yokohama bị hỏa hoạn thiêu hủy san bằng

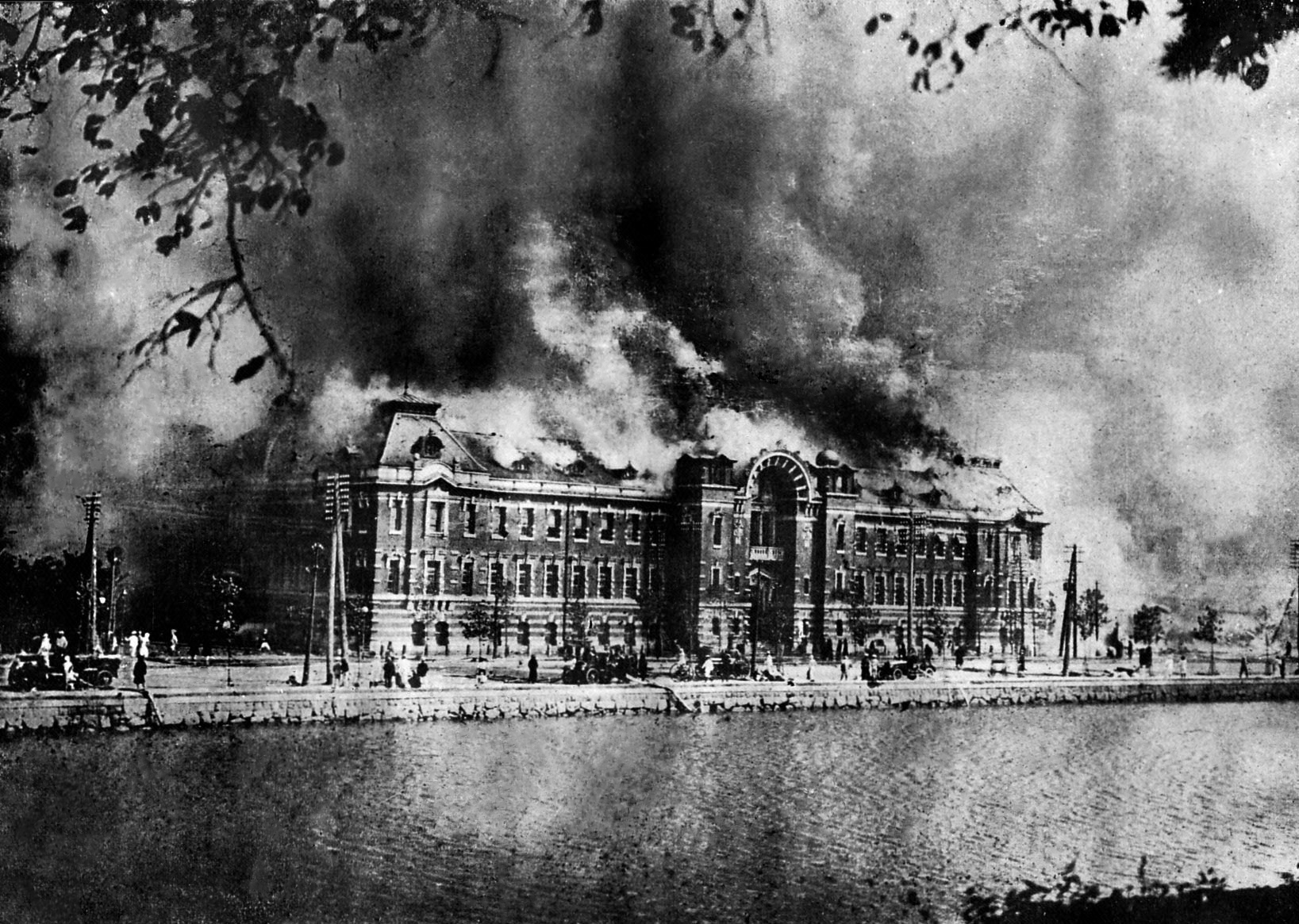
Sở cảnh sát khi bị cháy

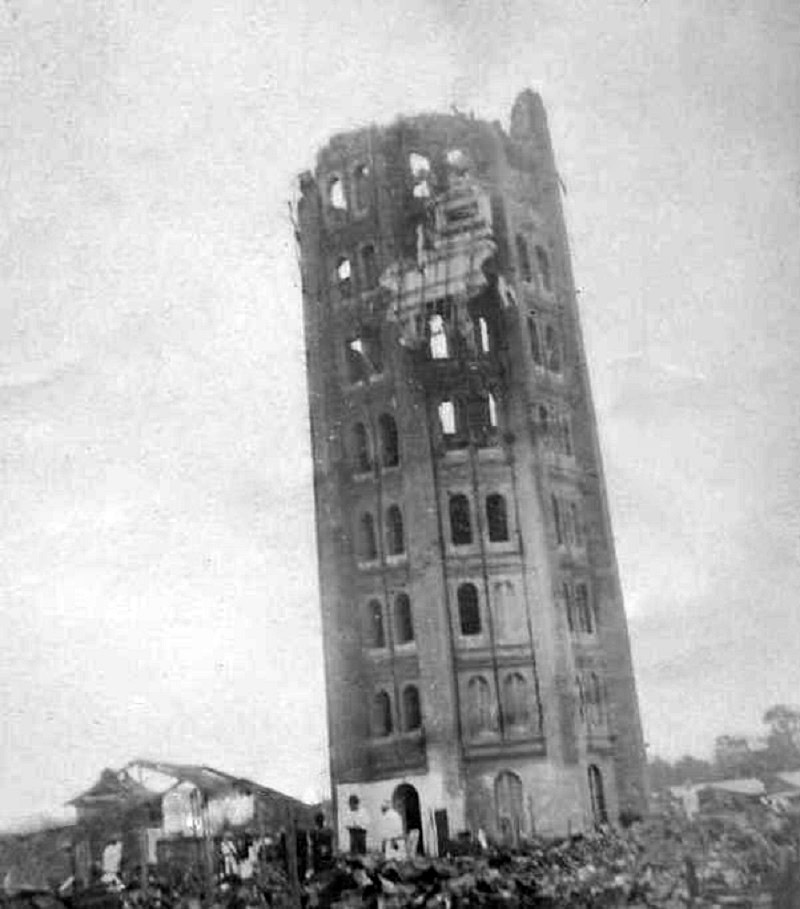
Tháp Ryōun bị hỏng nặng

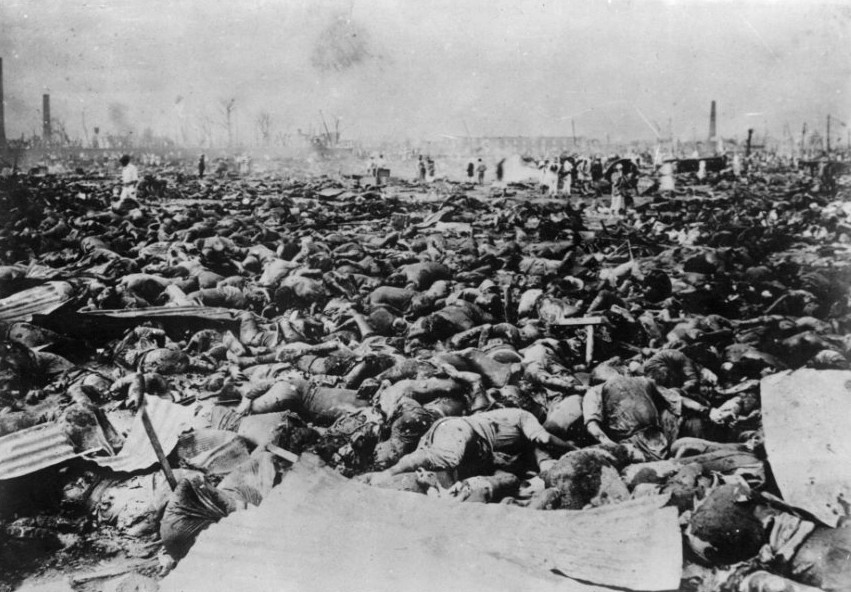
Xác người chưa kịp chôn cất

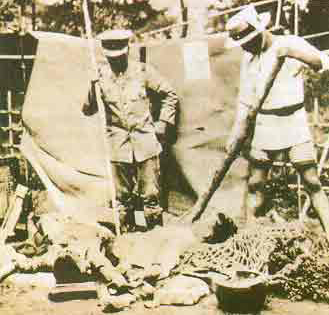
Hình ảnh kiều dân Triều Tiên bị hành quyết

- Số người chết và mất tích: 142.800 người
- Số người bị thương: 103.733 người
- Số người phải đi sơ tán: trên 1,90 triệu người
- Số căn nhà bị hỏng hoàn toàn do động đất: 128.266 căn
- Số căn nhà bị hỏng một phần: 126.233 căn
- Số căn nhà bị thiêu cháy toàn bộ hoặc một phần: 447.128 căn
- Số nhà bị hư hại khác: 868 căn

Trận động đất mạnh đã khiến những công trình lớn như tượng Daibutsu ở Kamakura nặng 98 tấn bị rơi ra, cách vị trí ban đầu của nó 2 ft.

## Khôi phục thiệt hại
Nghe có tin động đất ở Kantô, người các địa phương đã đổ về thủ đô, tham gia các hoạt động cứu trợ và y tế. Họ tích cực tự nguyện đi kéo người và những nạn nhân còn đang mắc kẹt trong đống đổ nát. Nhờ hành động nhanh chóng nên điều kiện vệ sinh của thành phố được đảm bảo, không bùng phát bệnh dịch. Các cuộc quyên góp tiền và vật tư cũng được tổ chức song song với hoạt động ứng cứu.
Các quốc gia như Anh, Pháp, Ấn Độ, Úc... đều bày tỏ lòng tương trợ: họ đã gửi tiền và các vật dụng đến cứu giúp. Ngay cả những quốc gia đang có hiềm khích như Hoa Kỳ và Trung Quốc cũng đã giúp đỡ. Tuy là chỉ trong một khoảng thời gian ngắn, nhưng quan hệ ngoại giao đang căng thẳng nhờ đó được nới lỏng phần nào.

## Ảnh hưởng
Trận siêu động đất đã gây ra hỗn loạn, hoang mang và những tin đồn xuất hiện. Trong các thị trấn và làng xã xung quanh thủ đô, có những nhóm dân phòng gọi là Jikeidan (Tự cảnh đoàn), một nhóm cảnh sát do dân thường lập ra để canh gác và bảo vệ khu dân cư, tự ý tra hỏi và bắt giam những người bị tình nghi là thành phần bất hảo.
Bộ Nội vụ Nhật Bản ban hành chế độ thiết quân luật để lập lại trật tự. Sau đó, một tin đồn sai sự thật khẳng định kiều dân Triều Tiên ở Nhật Bản nhân thời cơ này đã tiến hành đốt phá và cướp bóc, thậm chí còn đồn thổi họ có sở hữu bom. Trong tình trạng khẩn cấp, những lời đồn đại dù vô căn cứ cũng đủ kích động gây ra những hành vi bạo lực điên cuồng.
Chính phủ báo cáo rằng trong tuần đầu tiên của tháng 9, 231 kiều dân Triều Tiên đã bị các côn đồ ở Tokyo và Yokohama hành quyết. Các báo cáo độc lập cho rằng con số người bị giết còn cao hơn nhiều, vào khoảng từ 6.000 đến 10.000 người. Một số báo chí trong nước đã dẫn lại tin đồn này là sự thật, kèm theo lời cáo buộc rằng người Triều Tiên bỏ thuốc độc vào các giếng nước.
Về kinh tế, thiệt hại của trận động đất Kantō đã lên đến 60 tỷ Yên. Nhiều xí nghiệp phải tạm ngừng hoạt động vì cơ xưởng đã bị sụp đổ hay thiêu hủy, gây ra một làn sóng thất nghiệp. Kinh tế Nhật Bản đã chịu cú giáng đòn nặng nề vì trận động đất ấy. Hơn thế, lúc đó tình hình kinh tế Nhật Bản vẫn còn chưa được phục hồi từ sau năm 1920 (Taishō 9) với cuộc khủng hoảng kinh tế hậu chiến (hậu quả của cuộc Chiến tranh Thế giới thứ nhất 1914-1918).

## Ngày phòng chống thảm họa
Ngày 1 tháng 9 hàng năm trở thành Ngày Phòng chống Thảm họa của Nhật Bản.